# 東德文 (英國國會選區)
東德文（英語：East Devon），英國國會一郡選區，包括英格蘭西南部德文郡中部，包括埃克塞特和東德文區一部。
始設於1868年，當時應選兩席，1885年被撤銷。1997年恢復。2010年大選中保守黨的施維爾以48.3%選票勝出該區，自2001年起第二次連任。